# أولاد الحاج الطاهر (أهل سوس)
أولاد الحاج الطاهر هو دُوَّار يقع بجماعة سبت لوداية، إقليم مولاي يعقوب، جهة فاس مكناس في المملكة المغربية. ينتمي الدوّار لمشيخة أهل سوس التي تضم 16 دوار. يقدر عدد سكانه بـ 79 نسمة حسب الإحصاء الرسمي للسكان والسكنى لسنة 2004.

## روابط خارجية
- البوابة الوطنية للجماعات الترابية
- المندوبية السامية للتخطيط